# Harpagornis
Harpagornis – rodzaj wymarłych ptaków drapieżnych z rodziny jastrzębiowatych (Accipitridae), zamieszkujących Nową Zelandię. Gatunkiem typowym rodzaju i jego jedynym przedstawicielem jest orzeł Haasta (Harpagornis moorei). Drugi z opisanych przez Juliusa von Haasta gatunków, Harpagornis assimilis okazał się mniejszym osobnikiem tego samego gatunku. W świetle obecnych badań genetycznych, z których wynika bardzo bliskie pokrewieństwo między orłem Haasta a przedstawicielami rodzaju Hieraaetus, niektórzy proponują przeniesienie orła Haasta do tego rodzaju, pod nazwę Hieraaetus moorei.